# Pequeños gigantes (México)
Pequeños gigantes fue un programa de telerrealidad de la televisión mexicana con un formato de competencia de talento infantil en disciplinas tales como canto, baile y carisma. La primera temporada se desarrolló entre el 27 de marzo y el 24 de julio de 2011, y la segunda temporada se desarrolló entre el 15 de abril y el 15 de julio de 2012. Después de seis años de ausencia, Televisa anunció el regreso del formato con una tercera temporada, que se desarrolló entre el 29 de febrero y el 29 de abril de 2018. La cuarta y última temporada se desarrolló entre el 24 de marzo y el 26 de mayo de 2019. El programa ha sido conducido por Galilea Montijo en el escenario y un conductor más tras bastidores. Las transmisiones en vivo se realizan desde el Foro 5 de Televisa, ubicado en San Ángel, en la Ciudad de México.

## Concepto
El programa se desarrolla bajo un formato de competencia de talento entre equipos o escuadrones, cada uno integrado por cuatro niños de entre 5 y 12 años, de los cuales el menor es el capitán, dos más forman la pareja de baile y el miembro restante tiene el rol de cantante. Los miembros de los escuadrones se presentan en pruebas semanales de canto, baile y carisma, con el fin de obtener la mejor calificación para su equipo. Los menos afortunados son sentenciados y posteriormente eliminados hasta quedar sólo tres escuadrones que se disputan el primer lugar de la competencia, el cual gana el trofeo de los campeones y 2 millones de pesos a repartir entre sus cuatro integrantes.
A partir de la cuarta temporada, los escuadrones estarán conformado por 5 niños, el capitán, el cantante, la pareja de baile y el quinto integrante denominado "El 5to Elementito", cuya función es hacer actividades deportivas. Esta idea está basada en el programa de competencia deportiva Reto 4 Elementos.

## Conformación de los escuadrones (programa uno)
Antes del inicio de la competencia entre los equipos, se realiza un programa especial, denominado el programa uno, para determinar cómo quedarán conformados los escuadrones y darles nombre a los mismos. Esta emisión es conducida por Galilea Montijo, tiene la siguiente mecánica:
1. Se presenta al capitán de cada equipo.
2. Se realizan duelos de baile y canto entre dos participantes por cada escuadrón en cada categoría (dos cantantes y dos bailarinas, el bailarín se elige previamente), y por cada duelo los jueces eligen a los ganadores que pasan a formar parte del escuadrón.
3. Se presenta a los cuatro niños del escuadrón: el capitán, el cantante y la pareja de baile.

El nombramiento de los escuadrones varió entre la primera y la tercera temporada. En la primera temporada, una vez que quedaba conformado cada escuadrón, los integrantes de éste dieron a conocer el nombre que eligieron para el escuadrón. En la segunda temporada, el capitán seleccionó al azar un sobre con los nombres de los escuadrones de la temporada anterior. Se dio a conocer el nombre del escuadrón que defenderá, y los miembros del respectivo escuadrón, de la primera temporada, entregaron un banderín simbólico, y en la tercera temporada los integrantes de cada escuadrón volvieron a escoger nuevos nombres para sus respectivos escuadrones.

## Mecánica de competencia
Los escuadrones se presentaron en galas semanales para demostrar sus habilidades, y fueron evaluados por jurados, quienes otorgan puntajes de 0 a 10, incluidos los medios puntos. Los puntajes promedios de baile, canto y carisma se suman, y se obtiene así el puntaje final de cada equipo en cada gala. Estas puntuaciones se van acumulando.
También es común que los escuadrones obtengan puntos extras, por medio de las pruebas de carisma de sus capitanes o en duelos especiales de canto y/o baile.
Los equipos que, después de dos o tres emisiones, se encuentren en las últimas posiciones de la tabla de puntuaciones acumuladas quedan sentenciados, y se someten a la votación del público a través de llamadas y mensajes de texto (SMS). En la siguiente emisión se da a conocer el escuadrón que obtuvo menos votos por parte del público y que, por lo tanto, queda eliminado de la competencia.
Esta mecánica se repite de forma que suceden 4 sentencias, en cada una de las cuales un escuadrón abandona la competencia. De esta forma quedan tres escuadrones en la final, de los cuales sólo dos se enfrentan en una prueba máxima, en la que el público, a través de llamadas y mensajes de texto (SMS), escoge al ganador.

## Equipo del programa
| Celebridad            | Temporada     | Temporada     | Temporada     | Temporada     | Temporada     |
| Celebridad            | 1             | 2             | 3             | 4             |               |
| Presentadores         | Presentadores | Presentadores | Presentadores | Presentadores | Presentadores |
| --------------------- | ------------- | ------------- | ------------- | ------------- | ------------- |
| Galilea Montijo       | Presentadora  | Presentadora  | Presentadora  | Presentadora  |               |
| Jimena Gállego        | Presentadora  | Presentadora  | Presentadora  |               |               |
| Yurem Rojas           | Presentador   | Presentador   |               |               |               |
| Gloria Trevi          | Asesora       |               |               |               |               |
| Bárbara Islas         |               |               |               | Presentadora  |               |
| Estefanía Ahumada     |               |               |               | Presentadora  |               |
| Ligia Uriarte         |               |               |               |               | Presentadora  |
| Jueces                |               |               |               |               |               |
| Bianca Marroquín      | Juez          | Juez          | Juez          |               |               |
| Manuel "Flaco" Ibáñez | Juez          | Juez          | Juez          |               |               |
| María José            | Juez          | Juez          |               |               |               |
| Noel Schajris         | Juez          |               |               |               |               |
| Pierre Angelo         | Juez          |               |               |               |               |
| Raquel Ortega         | Juez          | Juez          |               |               |               |
| Arath de la Torre     |               | Juez          |               |               |               |
| Fanny Lu              |               | Juez          |               |               |               |
| Adrián Di Monte       |               |               | Juez          |               |               |
| Ariel Miramontes      |               |               | Juez          | Juez          | Juez          |
| Lupe Esparza          |               |               | Juez          |               |               |
| Nacho                 |               |               | Juez          |               |               |
| Karol Sevilla         |               |               |               | Juez          |               |
| Miguel Bosé           |               |               |               | Juez          |               |
| Verónica Castro       |               |               |               | Juez          |               |
| Juanpa Zurita         |               |               |               |               | Juez          |
| Biby Gaytán           |               |               |               |               | Juez          |
| María León            |               |               |               |               | Juez          |

Durante algunas emisiones del show, los jueces se ausentaban por temas personales o laborales. Los artistas invitados al show surgían como jueces en la edición para reemplazarlos, entre ellos estuvieron. Yuri, Lupita D'Alessio, Lucero, Roxana Castellanos y Ariel Miramontes "Albertano", en la primera temporada. Ana Bárbara, Edith Márquez y Alessandra Rosaldo, en la segunda temporada. Ricardo Montaner, María León y Alicia Villarreal en la tercera temporada. Laurita Fernández, María León, Yuri, Lucero, Prince Royce y Paulina Rubio en la cuarta temporada.

## Temporadas
| Temporada | Temporada | Episodios | Emisión original      | Emisión original    |
| Temporada | Temporada | Episodios | Inicio                | Final               |
| --------- | --------- | --------- | --------------------- | ------------------- |
|           | 1         | 17        | 27 de marzo de 2011   | 24 de julio de 2011 |
|           | 2         | 12        | 15 de abril de 2012   | 15 de julio de 2012 |
|           | 3         | 10        | 25 de febrero de 2018 | 29 de abril de 2018 |
|           | 4         | 10        | 24 de marzo de 2019   | 26 de mayo de 2019  |

### Primera temporada
La primera edición de Pequeños Gigantes se llevó a cabo los días 27 de marzo y 24 de julio del 2011, teniendo 17 episodios con una duración de 150 minutos emitida por Televisa. En el programa participaron 7 escuadrones, cada uno de 4 participantes (28 en total); los del jurado fueron Raquel Ortega, Manuel Flaco Ibáñez, Noel Schajris, María José, Pierre Angelo y Bianca Marroquín y los presentadores fueron Galilea Montijo y Yurem Rojas.

### Escuadrones
Cada escuadrón está conformado por un capitán o capitana, un cantante y una pareja de bailarines.
| Escuadrón          | Capitán                       | Edad   | Cantante                       | Edad    | Bailarines                    | Edades  | Mejores puntuaciones *                     | Número de sentencias | Puesto alcanzado                   |
| ------------------ | ----------------------------- | ------ | ------------------------------ | ------- | ----------------------------- | ------- | ------------------------------------------ | -------------------- | ---------------------------------- |
| Los Irresistibles  | Javier Ruíz Monterrey         | 5 años | Miguel Ángel Romero Tuxtepec   | 12 años | Daryna González Tijuana       | 8 años  | Canto: 10 x11, 9.9 x1 Baile: 10 x1, 9.9 x2 | 0                    | Primer lugar de Pequeños Gigantes  |
| Los Irresistibles  | Javier Ruíz Monterrey         | 5 años | Miguel Ángel Romero Tuxtepec   | 12 años | Jorge del Valle Tijuana       | 13 años | Canto: 10 x11, 9.9 x1 Baile: 10 x1, 9.9 x2 | 0                    | Primer lugar de Pequeños Gigantes  |
| Las Megaestrellas  | Grecia Sánchez León           | 6 años | Luis Hiroshi Arikado Chihuahua | 11 años | Karla Rodríguez Guadalajara   | 10 años | Canto: 10 x2 Baile: 10 x1, 9.8 x1          | 4                    | Segundo lugar de Pequeños Gigantes |
| Las Megaestrellas  | Grecia Sánchez León           | 6 años | Luis Hiroshi Arikado Chihuahua | 11 años | Jesús Ruíz Culiacán           | 9 años  | Canto: 10 x2 Baile: 10 x1, 9.8 x1          | 4                    | Segundo lugar de Pequeños Gigantes |
| Los Rebeldes       | Montserrat García D.F.        | 6 años | Magaby Garay Frontera          | 10 años | Ylenia Jaramillo Coacalco     | 11 años | Canto: 10 x12, 9.9 x1 Baile: 10 x5, 9.9 x1 | 1                    | Tercer lugar de Pequeños Gigantes  |
| Los Rebeldes       | Montserrat García D.F.        | 6 años | Magaby Garay Frontera          | 10 años | Gerardo Hernández D.F.        | 11 años | Canto: 10 x12, 9.9 x1 Baile: 10 x5, 9.9 x1 | 1                    | Tercer lugar de Pequeños Gigantes  |
| Los Superpeques    | Carlos Yumbe Monterrey        | 6 años | Joselyn Tiburcio Veracruz      | 10 años | Michelle Gómez Guadalajara    | 8 años  | Canto: 10 x2, 9.9 x1 Baile: 9.7** x2       | 2                    | Cuarto Lugar de Pequeños Gigantes  |
| Los Superpeques    | Carlos Yumbe Monterrey        | 6 años | Joselyn Tiburcio Veracruz      | 10 años | David Díaz Monterrey          | 10 años | Canto: 10 x2, 9.9 x1 Baile: 9.7** x2       | 2                    | Cuarto Lugar de Pequeños Gigantes  |
| Los Superpoderosos | Ana Celeste Montalvo Acapulco | 6 años | Carlos Bernal Aguascalientes   | 9 años  | Diana Valeria Castillo Zamora | 9 años  | Canto: 9.4** x1 Baile: 10 x2, 9.2 x1       | 1                    | Quinto Lugar de Pequeños Gigantes  |
| Los Superpoderosos | Ana Celeste Montalvo Acapulco | 6 años | Carlos Bernal Aguascalientes   | 9 años  | José Rodríguez Zamora         | 12 años | Canto: 9.4** x1 Baile: 10 x2, 9.2 x1       | 1                    | Quinto Lugar de Pequeños Gigantes  |
| Pequeños Guerreros | Gema Nicte-Ha Ecatepec        | 7 años | José Luis Rivera Saltillo      | 11 años | Nicole Chávez Tijuana         | 12 años | Canto: 10 x1 Baile: 9.9 x1, 9.8 x1         | 1                    | Sexto Lugar de Pequeños Gigantes   |
| Pequeños Guerreros | Gema Nicte-Ha Ecatepec        | 7 años | José Luis Rivera Saltillo      | 11 años | Andrés Maceda D.F.            | 12 años | Canto: 10 x1 Baile: 9.9 x1, 9.8 x1         | 1                    | Sexto Lugar de Pequeños Gigantes   |
| Gigantes en Acción | Dana Valeria Guadalajara      | 6 años | Mariana López D.F.             | 11 años | Zhiria Burgos Tijuana         | 12 años | Canto: 9.7** x1 Baile: 9.2** x1            | 1                    | Séptimo Lugar de Pequeños Gigantes |
| Gigantes en Acción | Dana Valeria Guadalajara      | 6 años | Mariana López D.F.             | 11 años | Adolfo Romero Tijuana         | 12 años | Canto: 9.7** x1 Baile: 9.2** x1            | 1                    | Séptimo Lugar de Pequeños Gigantes |

* Criterios: Calificación más alta en alguna de las galas en las categorías de canto y baile

** No obtuvo la calificación más alta en ninguna de las galas, se incluye la mejor calificación individual.

#### Jueces
| Nacionalidad         | Jurado                | Profesión |
| -------------------- | --------------------- | --- |
| Bandera de España    | Raquel Ortega         | Bailarina profesional / Coreógrafa / 2.º.Segundo Campeonato mundial de Baile / Juez en Bailando Por un Sueño                                                   |
| Bandera de México    | Manuel "Flaco" Ibáñez | Actor / Comediante / Exjurado de Hazme reír y serás millonario                                                                                                 |
| Bandera de Argentina | Noel Schajris         | Cantante / Compositor / Ex Sin Bandera |
| Bandera de México    | María José            | Cantante / 4.º. El show de los sueños: Sangre de mi sangre / Ex Kabah / Juez en Bailando Por un Sueño                                                          |
| Bandera de México    | Pierre Angelo         | Actor / Comediante / Imitador / Asesor en Parodiando |
| Bandera de México    | Bianca Marroquín      | Bailarina profesional / Cantante / Estrella de Broadway / Exjurado de Mira Quien Baila / Protagonista de Esperanza del corazón / Juez en Bailando Por un Sueño |
| Reemplazos           |                       | |
| Bandera de México    | Roxana Castellanos    | Actriz / Comediante / Exparticipante de Hazme reír y serás millonario                                                                                          |
| Bandera de México    | Lucero                | Actriz / Cantante / Conductora / preparador de La Voz... México                                                                                                |
| Bandera de México    | Lupita D'Alessio      | Cantante / Actriz / Exjurado de El show de los sueños |
| Bandera de México    | Yuri                  | Cantante / Conductora de La voz Kids (México) /preparador de La voz... México/ Jurado en distintos reality shows                                               |
| Bandera de México    | Ariel Miramontes      | Actor/ Protagonista de las series de comedia mexicana María de todos los Ángeles y Nosotros los guapos                                                         |

### Segunda temporada

#### Escuadrones
Cada escuadrón está conformado por un capitán o capitana, un cantante y una pareja de baile. Para la segunda temporada, las audiciones también incluyeron ciudades de Estados Unidos.
| Escuadrón          | Capitán                    | Edad   | Cantante                       | Edad    | Bailarines                        | Edades  | Mejores puntuaciones                                       | Número de sentencias | Puesto alcanzado                     |
| ------------------ | -------------------------- | ------ | ------------------------------ | ------- | --------------------------------- | ------- | ---------------------------------------------------------- | -------------------- | ------------------------------------ |
| Megaestrellas      | Rogelio Cruz D.F.          | 7 años | Irlanda Valenzuela Sonora      | 12 años | Gretchen Rojas Nueva York         | 11 años | Carisma: 10, 2 p.ex. Canto: 10, 3 p.ex. Baile: 10, 1 p.ex. | 1                    | Primer lugar de Pequeños Gigantes 2  |
| Megaestrellas      | Rogelio Cruz D.F.          | 7 años | Irlanda Valenzuela Sonora      | 12 años | Max Kozelchick Los Ángeles        | 12 años | Carisma: 10, 2 p.ex. Canto: 10, 3 p.ex. Baile: 10, 1 p.ex. | 1                    | Primer lugar de Pequeños Gigantes 2  |
| Los Irresistibles  | Fátima Zurita Villahermosa | 5 años | Josafat Silva Toluca           | 12 años | Athena Cruz Los Ángeles           | 11 años | Carisma: 10, 3 p.ex. Canto: 10, 1 p.ex. Baile: 10, 2 p.ex. | 0                    | Segundo lugar de Pequeños Gigantes 2 |
| Los Irresistibles  | Fátima Zurita Villahermosa | 5 años | Josafat Silva Toluca           | 12 años | Rommel del Río Florida            | 11 años | Carisma: 10, 3 p.ex. Canto: 10, 1 p.ex. Baile: 10, 2 p.ex. | 0                    | Segundo lugar de Pequeños Gigantes 2 |
| Los Superpeques    | Nazli Prieto Oaxaca        | 5 años | Toñito Ramírez Jalisco         | 12 años | Melissa Méndez Ensenada           | 11 años | Carisma: 10,1 p.ex Canto: 10,1 p.ex. Baile: 10, 2 p.ex.    | 4                    | Tercer lugar de Pequeños Gigantes 2  |
| Los Superpeques    | Nazli Prieto Oaxaca        | 5 años | Toñito Ramírez Jalisco         | 12 años | Jarek Hernández Los Ángeles       | 11 años | Carisma: 10,1 p.ex Canto: 10,1 p.ex. Baile: 10, 2 p.ex.    | 4                    | Tercer lugar de Pequeños Gigantes 2  |
| Los Superpoderosos | André Real Sonora          | 6 años | Dania González San Luis Potosí | 12 años | Altahir Kozelchik Los Ángeles     | 10 años | Carisma: 10,1 p.ex. Canto: 10, 1 p.ex. Baile: 10,1 p.ex.   | 3                    | Cuarto Lugar de Pequeños Gigantes 2  |
| Los Superpoderosos | André Real Sonora          | 6 años | Dania González San Luis Potosí | 12 años | Jorge Romero Veracruz             | 10 años | Carisma: 10,1 p.ex. Canto: 10, 1 p.ex. Baile: 10,1 p.ex.   | 3                    | Cuarto Lugar de Pequeños Gigantes 2  |
| Pequeños Guerreros | Saraí Pacheco D.F.         | 6 años | Kenia Feria D.F.               | 10 años | Nicole Cardona Nueva York         | 10 años | Carisma: 10 Canto: 10, 1 p.ex. Baile: 9.9, 1 p.ex.         | 1                    | Quinto Lugar de Pequeños Gigantes 2  |
| Pequeños Guerreros | Saraí Pacheco D.F.         | 6 años | Kenia Feria D.F.               | 10 años | Erick Zapata D.F.                 | 11 años | Carisma: 10 Canto: 10, 1 p.ex. Baile: 9.9, 1 p.ex.         | 1                    | Quinto Lugar de Pequeños Gigantes 2  |
| Gigantes en Acción | Miguel Cazares Culiacán    | 5 años | Bridget González Las Vegas     | 12 años | Dariana Pimentel Estado de México | 11 años | Carisma:9,4 2p.ex. Canto:10, 2 p.ex. Baile:10 0p.ex        | 2                    | Sexto Lugar de Pequeños Gigantes 2   |
| Gigantes en Acción | Miguel Cazares Culiacán    | 5 años | Bridget González Las Vegas     | 12 años | Edson Morin D.F.                  | 10 años | Carisma:9,4 2p.ex. Canto:10, 2 p.ex. Baile:10 0p.ex        | 2                    | Sexto Lugar de Pequeños Gigantes 2   |
| Los Rebeldes       | Karla Torres Cozumel       | 5 años | Jesús Cantú Monterrey          | 10 años | Alexa González Toluca             | 8 años  | Carisma:9,3 2 p.ex. Canto:9.5 0p.ex Baile:8.7 0p.ex        | 1                    | Séptimo Lugar de Pequeños Gigantes 2 |
| Los Rebeldes       | Karla Torres Cozumel       | 5 años | Jesús Cantú Monterrey          | 10 años | Aoki Castelan Estado de México    | 9 años  | Carisma:9,3 2 p.ex. Canto:9.5 0p.ex Baile:8.7 0p.ex        | 1                    | Séptimo Lugar de Pequeños Gigantes 2 |

* Criterios:
- Calificación más alta de la categoría en alguna de las galas.
- Mayor cantidad de puntos extra (p.ex.) obtenidos en alguna de las galas (no acumulables).
- No se incluyen duelos ganados de la 4a gala.

#### Descalificados (programa cero)
Antes del inicio de la competencia se realiza un programa especial denominado el programa cero, en el que se llevó a cabo la conformación de los escuadrones. Dos bailarinas y dos cantantes se enfrentaron en duelos de baile y canto, respectivamente, para obtener un lugar en los escuadrones. De esta forma 14 niñas y niños fueron descalificados.
| Escuadrón          | Bailarina           | Bailarina | Bailarina        | Bailarina     | Cantante            | Cantante | Cantante         | Cantante      |
| Escuadrón          | Descalificada       | Edad      | Ciudad de Origen | Perdió contra | Descalificado(a)    | Edad     | Ciudad de Origen | Perdió contra |
| ------------------ | ------------------- | --------- | ---------------- | ------------- | ------------------- | -------- | ---------------- | ------------- |
| Los Rebeldes       | Maira Cruz          | 10 años   | Oaxaca           | Alexa         | Héctor Garza        | 10 años  | Monterrey        | Jesús         |
| Pequeños Guerreros | Montse Lima         | 8 años    | Tijuana          | Nicole        | Eddy Valenzuela     | 10 años  | Chihuahua        | Kenia         |
| Los Irresistibles  | Alejandra Contreras | 10 años   | Sinaloa          | Athena        | Geoffrey de la Cruz | 11 años  | New Jersey       | Josafat       |
| Gigantes en Acción | Giselle Ramos(1)    | 12 años   | Ensenada         | Dariana       | Katerin López       | 11 años  | Sonora           | Bridget       |
| Los Superpeques    | Jeammy Flores       | 10 años   | Zacatecas        | Melissa       | Dianelly Carvajal   | 10 años  | Cozumel          | Toñito        |
| Los Superpoderosos | Alexa Salas         | 10 años   | Veracruz         | Altahir       | Nahomy Campas       | 10 años  | Sonora           | Dania         |
| Las Megaestrellas  | Marlene Flores      | 11 años   | Tijuana          | Gretchen      | Kenia Urbina        | 9 años   | Tamaulipas       | Irlanda       |

#### Jueces
| Nacionalidad        | Jurado                | Profesión |
| ------------------- | --------------------- | --- |
| Bandera de España   | Raquel Ortega         | Bailarina profesional / Coreógrafa / 2.º.Segundo Campeonato mundial de Baile / Juez en Bailando Por un Sueño                                                   |
| Bandera de México   | Manuel "Flaco" Ibáñez | Actor / Comediante / Exjurado de Hazme reír y serás millonario                                                                                                 |
| Bandera de Colombia | Fanny Lú              | Cantante / Actriz/ preparador en La Voz Colombia / preparador en La Voz Kids                                                                                   |
| Bandera de México   | María José            | Cantante / 4.º. El show de los sueños: Sangre de mi sangre / Ex Kabah / Juez en Bailando Por un Sueño                                                          |
| Bandera de México   | Arath de la Torre     | Actor / Comediante / Imitador / Protagonista de Una familia con suerte y Antes muerta que Lichita                                                              |
| Bandera de México   | Bianca Marroquín      | Bailarina profesional / Cantante / Estrella de Broadway / Exjurado de Mira Quien Baila / Protagonista de Esperanza del corazón / Juez en Bailando Por un Sueño |
| Reemplazos          |                       | |
| Bandera de México   | Ana Bárbara           | Actriz / Cantante / Compositora |
| Bandera de México   | Edith Márquez         | Actriz / Cantante / Compositora / Asesora en La Voz... México                                                                                                  |
| Bandera de México   | Alessandra Rosaldo    | Actriz / Cantante / Compositora / Bailarina |

### Tercera Temporada: Pequeños Gigantes 2018
Esta temporada es transmitida simultáneamente en México, Estados Unidos Y Puerto Rico después de seis años de ausencia, en México es transmitida por  Las Estrellas de Televisa mientras que en Estados Unidos y Puerto Rico por Univision.

#### Escuadrones
Cada escuadrón está conformado por un capitán o capitana, un cantante y una pareja de baile. Para el 2018, las audiciones también incluyeron ciudades de Estados Unidos y Puerto Rico
| Escuadrón              | Capitán                               | Edad   | Cantante                                | Edad    | Bailarines                     | Edades  | Mejores puntuaciones                                            | Número de sentencias | Puesto alcanzado                        |
| ---------------------- | ------------------------------------- | ------ | --------------------------------------- | ------- | ------------------------------ | ------- | --------------------------------------------------------------- | -------------------- | --------------------------------------- |
| Los Super Powers       | Natalia Gómez Chihuahua               | 6 años | Rodrigo Pérez "canelito" Mochis,Sinaloa | 11 años | Jazlyn Quintero Miami, Florida | 8 años  | Carisma: 9.3,2 p.ex. Canto: 9.7, 3 p.ex. Baile: 9.5, 2 p.ex.    | 1                    | Primer Lugar de Pequeños Gigantes 2018  |
| Los Super Powers       | Natalia Gómez Chihuahua               | 6 años | Rodrigo Pérez "canelito" Mochis,Sinaloa | 11 años | Aramis Ojeda Veracruz          | 11 años | Carisma: 9.3,2 p.ex. Canto: 9.7, 3 p.ex. Baile: 9.5, 2 p.ex.    | 1                    | Primer Lugar de Pequeños Gigantes 2018  |
| Los Conquistadores     | Nayleah Vanessa Ramón Santos Veracruz | 5 años | Anyelique Solorio Mexicali              | 11 años | Gabrielly Palacio Nueva Jersey | 10 años | Carisma: 9.3, 2 p.ex. Canto: 9.4, 2 p.ex. Baile: 9.9, 2p.ex.    | 0                    | Segundo Lugar de Pequeños Gigantes 2018 |
| Los Conquistadores     | Nayleah Vanessa Ramón Santos Veracruz | 5 años | Anyelique Solorio Mexicali              | 11 años | Kenish Aquino Veracruz         | 13 años | Carisma: 9.3, 2 p.ex. Canto: 9.4, 2 p.ex. Baile: 9.9, 2p.ex.    | 0                    | Segundo Lugar de Pequeños Gigantes 2018 |
| Los Pequeños Guerreros | Yumalay Díaz Puebla                   | 5 años | Valeria Rodrigrez Mochis,Sinaloa        | 12 años | Luisangeli Espinoza Veracruz   | 7 años  | Carisma: 9.1, 2 p.ex. Canto: 9.7, 2 p.ex. Baile: 10 x2, 2 p.ex. | 1                    | Tercer Lugar de Pequeños Gigantes 2018  |
| Los Pequeños Guerreros | Yumalay Díaz Puebla                   | 5 años | Valeria Rodrigrez Mochis,Sinaloa        | 12 años | Diego Rodríguez Ensenada       | 8 años  | Carisma: 9.1, 2 p.ex. Canto: 9.7, 2 p.ex. Baile: 10 x2, 2 p.ex. | 1                    | Tercer Lugar de Pequeños Gigantes 2018  |
| Los Peque Estrellas    | Saith Maya "Morokito" CDMX            | 5 años | Abril Medina Acapulco                   | 7 años  | Andrea Rosales Guadalajara     | 10 años | Carisma: 7.9, 2 p.ex. Canto: 9.9, 0 p.ex. Baile: 9.7, 2 p.ex.   | 2                    | Cuarto Lugar de Pequeños Gigantes 2018  |
| Los Peque Estrellas    | Saith Maya "Morokito" CDMX            | 5 años | Abril Medina Acapulco                   | 7 años  | Patricio Lopez Edo.México      | 11 años | Carisma: 7.9, 2 p.ex. Canto: 9.9, 0 p.ex. Baile: 9.7, 2 p.ex.   | 2                    | Cuarto Lugar de Pequeños Gigantes 2018  |
| Los Dinamitas          | Amanda Murguia Guadalajara            | 6 años | Nuria Loya CDMX                         | 10 años | Marcela Guerrero Monterrey     | 10 años | Carisma: 9.1, 3 p.ex Canto: 9.6, 0 p.ex. Baile: 9.0, 0 p.ex.    | 1                    | Quinto Lugar de Pequeños Gigantes 2018  |
| Los Dinamitas          | Amanda Murguia Guadalajara            | 6 años | Nuria Loya CDMX                         | 10 años | Oscar Villareal Monterrey      | 11 años | Carisma: 9.1, 3 p.ex Canto: 9.6, 0 p.ex. Baile: 9.0, 0 p.ex.    | 1                    | Quinto Lugar de Pequeños Gigantes 2018  |
| Los Adorables          | Anahi Ledezma Monterrey               | 6 años | Camila Álvarez Monterrey                | 10 años | Ximena Sánchez Puebla          | 8 años  | Carisma: 9.5 0p.ex. Canto: 8.7, 0 p.ex. Baile: 9.6 0p.ex        | 1                    | Sexto Lugar de Pequeños Gigantes 2018   |
| Los Adorables          | Anahi Ledezma Monterrey               | 6 años | Camila Álvarez Monterrey                | 10 años | Ray Báez Edo.México            | 11 años | Carisma: 9.5 0p.ex. Canto: 8.7, 0 p.ex. Baile: 9.6 0p.ex        | 1                    | Sexto Lugar de Pequeños Gigantes 2018   |

* Criterios:
- Calificación más alta de la categoría en alguna de las galas.
- Mayor cantidad de puntos extra (p.ex.) obtenidos en alguna de las galas (no acumulables).

#### Descalificados (primer programa)
Antes del inicio de la competencia se realiza un programa especial en el que se llevó a cabo la conformación de los escuadrones. Dos bailarinas y dos cantantes se enfrentaron en duelos de baile y canto, respectivamente, para obtener un lugar en los escuadrones,sin embargo para la temporada del 2018 hubo una bailarina y dos cantantes que no tuvieron duelos y pasaron directamente a formar parte de un escuadrón.
| Escuadrón              | Bailarina          | Bailarina | Bailarina        | Bailarina           | Cantante                                                                       | Cantante | Cantante         | Cantante                                              |
| Escuadrón              | Descalificada      | Edad      | Ciudad de Origen | Perdió contra       | Descalificado(a)                                                               | Edad     | Ciudad de Origen | Perdió contra                                         |
| ---------------------- | ------------------ | --------- | ---------------- | ------------------- | ------------------------------------------------------------------------------ | -------- | ---------------- | ----------------------------------------------------- |
| Los Conquistadores     | Renata Zárate      | 11 años   | Oaxaca           | Gabrielly Palacio   | ----------------------------------------------                                 | -------  | ---------------- | David Solorio (Abandona competencia en el programa 3) |
| Los Pequeños Guerreros | ------------------ | -------   | -------------    | Luisangeli Espinoza | Anyelique Solorio (Pasa a formar parte de los conquistadores en el programa 3) | 11 años  | Mexicali, B.C    | Valeria Rodríguez                                     |
| Los Dinamitas          | Susana Osuna       | 10 años   | S.D. California  | Marcela Guerrero    | Saul Alarcón                                                                   | 11 años  | Chihuahua        | Nuria Loya                                            |
| Los SuperPowers        | Kiana Coppin       | 8 años    | Puerto Rico      | Jazlyn Quintero     | Lisandro Jiménez                                                               | 11 años  | Oaxaca           | Rodrigo Pérez "canelito"                              |
| Los Peque Estrellas    | Quetzal Castro     | 8 años    | Guadalajara      | Andrea Rosales      | -----------------                                                              | -------- | --------------   | Abril Medina                                          |
| Los Adorables          | Flor Santander     | 11 años   | Acapulco         | Ximena Sánchez      | Alexander Pantoja                                                              | 11 años  | Orlando, Florida | Camila Álvarez                                        |

#### Jueces
| Nacionalidad                        | Jurado                | Profesión                                                                                               | Temporadas en la que fue juez |
| ----------------------------------- | --------------------- | --- | ----------------------------- |
| Bandera de México                   | Manuel "Flaco" Ibáñez | Actor / Comediante / Exjurado de Hazme reír y serás millonario                                          | 3                             |
| Bandera de México                   | Bianca Marroquin      | Bailarina profesional / Cantante / Exjurado de Mira quien baila / Protagonista de Esperanza del corazón | 3                             |
| Bandera de Cuba · Bandera de México | Adrián Di Monte       | Actor / Bailarín / Ganador de Bailando Por un Sueño 2017                                                | 1                             |
| Bandera de México                   | Albertano Santa Cruz  | Actor/ Protagonista de las series de comedia mexicana María de Todos los Ángeles y Nosotros los guapos  | 2 (1 como reemplazo)          |
| Bandera de Venezuela                | Nacho                 | Cantante / Cantante Internacional / Exmiembro del dúo Chino & Nacho                                     | 1                             |
| Bandera de México                   | Lupe Esparza          | Cantante / Vocalista del Grupo Bronco / Uno de los cantantes más influyentes de la música mexicana      | 1                             |
| Reemplazos                          |                       | |                               |
| Bandera de México                   | María León            | Actriz / Cantante / Compositora / Bailarina / Asesor de La Voz... Kids                                  | 1                             |
| Bandera de Argentina                | Ricardo Montaner      | Cantante / Compositor / Cantautor / Asesor de La Voz... México                                          | 1                             |
| Bandera de México                   | Alicia Villarreal     | Cantante / Compositora / Juez de La academia                                                            | 1                             |

### Cuarta Temporada: Pequeños Gigantes 2019
Esta es la última temporada del reality show y es transmitida simultáneamente en México, Estados Unidos y Puerto Rico, en México es transmitida por Las Estrellas de Televisa mientras que en Estados Unidos y Puerto Rico por Univisión. La conducción corre a cargo de Galilea Montijo.

#### Escuadrones
Cada escuadrón está conformado por un capitán o capitana, un cantante, una pareja de baile y para esta temporada un integrante más llamado el quinto elemento que es un niño o niña dominante en algún deporte Para el 2019 las audiciones también incluyeron ciudades de Estados Unidos y Puerto Rico.
| Escuadrón                  | Capitán                                             | Edad   | Cantante                 | Edad    | Bailarines                 | Edades  | Quinto Elemento                | Edad    | Mejores puntuaciones                                                         | Número de sentencias | Puesto alcanzado                        |
| -------------------------- | --------------------------------------------------- | ------ | ------------------------ | ------- | -------------------------- | ------- | ------------------------------ | ------- | ---------------------------------------------------------------------------- | -------------------- | --------------------------------------- |
| Giovani y sus sacachispas  | Giovani Chávez Baja California                      | 5 años | Adilene Quiances         | 11 años | Sara Alejos Yucatán        | 11 años | Mariana Iveth Tijuana          | 9 años  | Canto:50 cal perfecta x2 Baile:50 cal perfecta x3 Carisma:46 5.º Elementito: | 1                    | Primer Lugar de Pequeños Gigantes 2019  |
| Giovani y sus sacachispas  | Giovani Chávez Baja California                      | 5 años | Adilene Quiances         | 11 años | Yamil Ibáñez Guadalajara   | 10 años | Mariana Iveth Tijuana          | 9 años  | Canto:50 cal perfecta x2 Baile:50 cal perfecta x3 Carisma:46 5.º Elementito: | 1                    | Primer Lugar de Pequeños Gigantes 2019  |
| Mateo y los supersabios    | Mateo Figueroa Ciudad de México                     | 6 años | Taisia Sigala Durango    | 9 años  | Flor Santander Guerrero    | 12 años | Jennifer Estefanía Guadalajara | 9 años  | Canto:50 cal perfecta x4 Baile:50 x2 Carisma:47.5+3pt 5.º Elementito:1p      | 1                    | Segundo Lugar de Pequeños Gigantes 2019 |
| Mateo y los supersabios    | Mateo Figueroa Ciudad de México                     | 6 años | Taisia Sigala Durango    | 9 años  | Yahir Solís Guadalajara    | 11 años | Jennifer Estefanía Guadalajara | 9 años  | Canto:50 cal perfecta x4 Baile:50 x2 Carisma:47.5+3pt 5.º Elementito:1p      | 1                    | Segundo Lugar de Pequeños Gigantes 2019 |
| Beba y sus yolotzins       | Piera Renata Cuervo ('Beba') Veracruz               | 6 años | Kevin Duarte Sonora      | 9 años  | Valeria Vallado Yucatán    | 12 años | Sofía Mariel Monterrey         | 10 años | Canto:43 Baile:50 cal perfecta x2 Carisma:48 5.º Elementito:3p               | 2                    | Tercer Lugar de Pequeños Gigantes 2019  |
| Beba y sus yolotzins       | Piera Renata Cuervo ('Beba') Veracruz               | 6 años | Kevin Duarte Sonora      | 9 años  | Ramón Leyva Sinaloa        | 12 años | Sofía Mariel Monterrey         | 10 años | Canto:43 Baile:50 cal perfecta x2 Carisma:48 5.º Elementito:3p               | 2                    | Tercer Lugar de Pequeños Gigantes 2019  |
| Sarilu y sus bombas        | Sara Lucía Castillo (Sarilú) Mérida                 | 5 años | Kenneth Lagunes Veracruz | 9 años  | Regina Espejo Mérida       | 7 años  | Josué Basilio CDMX             | 10 años | Canto:39 Baile:40 cal perfecta Carisma:41 5.º Elementito:                    | 2                    | Cuarto Lugar de Pequeños Gigantes 2019  |
| Sarilu y sus bombas        | Sara Lucía Castillo (Sarilú) Mérida                 | 5 años | Kenneth Lagunes Veracruz | 9 años  | Paulo Fonseca Guadalajara  | 9 años  | Josué Basilio CDMX             | 10 años | Canto:39 Baile:40 cal perfecta Carisma:41 5.º Elementito:                    | 2                    | Cuarto Lugar de Pequeños Gigantes 2019  |
| Danna y los superfashion   | Danna Zermeño ('La Divita de la Banda') Guadalajara | 5 años | Sofía González Miami     | 11 años | Mariana Ruiz Mérida        | 8 años  | Sergio Antonio Veracruz        | 9 años  | Canto:46.5 Baile:50 cal perfecta Carisma:46.5 5.º Elementito:3p              | 2                    | Quinto Lugar de Pequeños Gigantes 2019  |
| Danna y los superfashion   | Danna Zermeño ('La Divita de la Banda') Guadalajara | 5 años | Sofía González Miami     | 11 años | Rubén del Prado Tamaulipas | 10 años | Sergio Antonio Veracruz        | 9 años  | Canto:46.5 Baile:50 cal perfecta Carisma:46.5 5.º Elementito:3p              | 2                    | Quinto Lugar de Pequeños Gigantes 2019  |
| Victoria y los victoriosos | Victoria Quintero Monterrey                         | 4 años | Roberto Olan             | 10 años | Venuz Arce Ensenada        | 9 años  | Ethan Joseph CDMX              | 9 años  | Canto:34.5 Baile:1p Carisma:1p 5.º Elementito:1p                             | 1                    | Sexto Lugar de Pequeños Gigantes 2019   |
| Victoria y los victoriosos | Victoria Quintero Monterrey                         | 4 años | Roberto Olan             | 10 años | Tadeo López Guadalajara    | 8 años  | Ethan Joseph CDMX              | 9 años  | Canto:34.5 Baile:1p Carisma:1p 5.º Elementito:1p                             | 1                    | Sexto Lugar de Pequeños Gigantes 2019   |

* Criterios:
- Calificación más alta de la categoría en alguna de las galas.
- Mayor cantidad de puntos extra (p.ex.) obtenidos en alguna de las galas (no acumulables).
- En algunas galas hubo un juez de más por eso algunas calificaciones perfectas son diferentes.

#### Descalificados (primer programa)
Antes del inicio de la competencia se realiza un programa especial en el que se llevó a cabo la conformación de los escuadrones. Dos bailarinas y dos cantantes se enfrentaron en duelos de baile y canto, respectivamente, para obtener un lugar en los escuadrones.
| Escuadrón                  | Bailarina       | Bailarina | Bailarina                 | Bailarina       | Cantante                                                   | Cantante   | Cantante                  | Cantante                                                      |
| Escuadrón                  | Descalificada   | Edad      | ciudad o Estado de origen | Perdió contra   | Descalificado(a)                                           | Edad       | Ciudad o Estado de origen | Perdió contra                                                 |
| -------------------------- | --------------- | --------- | ------------------------- | --------------- | ---------------------------------------------------------- | ---------- | ------------------------- | ------------------------------------------------------------- |
| Sarilu y sus bombas        | Victoria Flores | 7 años    | Los Ángeles               | Regina Espejo   | Anyeli Campas                                              | 8 años     | sonora                    | Kenneth Lagunes                                               |
| Danna y los superfashion   | Quetzal Castro  | 10 años   | Guadalajara               | Mariana Ruiz    | Emma Meléndez                                              | 10 años    | Puerto Rico               | Sofía González                                                |
| Giovani y sus sacachispas  | Danna Loya      | 9 años    | Chihuahua                 | Sara Alejos     | Roberto Carlos Olan                                        | 10 años    | Villahermosa              | Rafael Salazar(Abandona la competencia en el cuarto programa) |
| Beba y sus yolotzins       | Fátima Serna    | 9 años    | Guadalajara               | Valeria Vallado | Ainara Madrid y Alondra Girón                              | 8 y 7 años | Veracruz y Monterrey      | Kevin Duarte                                                  |
| Mateo y los supersabios    | Erika García    | 7 años    | Edo. de Mexido            | Flor Santander  | Adilene Quiances                                           | 11 años    | Baja California           | Taisia Sigala                                                 |
| Victoria y los victoriosos | Emily Tamayo    | 10 años   | Yucatán                   | Venuz Arce      | Adilene Quiances(Sustituye a Rafael en el cuarto programa) | 11 años    | Baja California           | Roberto Carlos Olan                                           |

#### Jueces
| Nacionalidad      | Jurado               | Profesión | Temporadas en la que fue juez |
| ----------------- | -------------------- | --- | ----------------------------- |
| Bandera de México | Verónica Castro      | Actriz / Cantante / Conductora de Big Brother y otros Realities | 1                             |
| Bandera de México | Albertano Santa Cruz | Actor/ Protagonista de las series de comedia mexicana María de Todos los Ángeles y Nosotros los guapos                                                              | 3 (1 como reemplazo)          |
| Bandera de México | Karol Sevilla        | Actriz, Cantante y Youtuber (Influencer) Cantante / Cantante Internacional / Estrella Invitada de Pequeños Gigantes USA / Jurado en Pequeños Gigantes 4.ª Temporada | 1                             |
| Bandera de España | Miguel Bosé          | Cantante / Artista Consagrado / Entrenador de La Voz... México | 1                             |

#### Invitados
| Nacionalidad         | Jurado            | Profesión                                                                                     |
| -------------------- | ----------------- | --------------------------------------------------------------------------------------------- |
| Bandera de Argentina | Laurita Fernández | Bailarina / Presentadora de TV / Exparticipante y jurado de Bailando por un sueño (Argentina) |
| Bandera de México    | María León        | Exvocalista de Playa Limbo / Cantante / Bailarina / Actriz                                    |

## Adaptaciones
- En 2011 Costa Rica[53]  se convierte en el primer país en adquirir el formato de Pequeños Gigantes (Costa Rica), por Telética, Canal 7.
- En 2012, Panamá[54][55][56][57]  se convierte en el segundo país en realizar el formato, por Telemetro, Canal 13.
- En junio de 2012, Ecuador[58] se convierte en el tercer país en adquirir el formato, producido por el canal Teleamazonas,[59][60][61]  donde actualmente se transmite la segunda edición de la versión original.
- En 2013 Perú[62]  adquiere el formato de Pequeños gigantes (Perú), por América Televisión siendo los conductores  Federico Salazar y Katia Condos se estrenó el 16 de marzo de 2013.
- En septiembre de 2013 Uruguay adquiere el formato de Pequeños Gigantes (Uruguay) por Teledoce.
- Paraguay adquiere el formato de Pequeños Gigantes (Paraguay). Se empezó a emitir desde abril de 2014 por Telefuturo.[63]
- En 2014, la cadena Telecinco realiza para España su versión del programa Pequeños gigantes (España), el cual tiene como jurado a las cantantes Melody y Angy Fernández y al comediante Jorge Cadaval; es presentado por Jesús Vázquez.[64] La primera pandilla ganadora son Los Rebeldes (ver Pequeños gigantes (España)#Enlaces externos).
- En 2014, la cadena chilena Chilevisión lanzó la versión chilena también llamada Pequeños gigantes (Chile).
- En 2015 llega a Portugal Pequeños Gigantes, por la cadena TVI[65] y con una segunda edición confirmada para 2016.
- En 2016 Canale 5 en Italia realiza la versión para este país titulada Piccoli giganti.
- En 2016 se estrena la versión polaca a través de TVN titulada Mali Giganci.
- En 2016 se estrena la versión vietnamita producida por Dien quan titulada Guoi Hung Ti Hon.
- En 2016 también se estrena la versión húngara Pequeños gigantes (Hungría) a través de la señal de RTL.
- En 2016 el formato también se estrenó en Ucrania por la cadena 1PLUS1 titulada Маленькі гіганти.
- En 2017 en Estados Unidos realiza la versión para este país titulada Pequeños Gigantes USA.
- En 2019, en Argentina se realiza la versión para este país titulada Pequeños Gigantes Argentina, como sección del programa estelar Susana Giménez para la cadena Telefe. Es presentado por la presentadora Susana Giménez; y como jurado estuvieron la productora y directora de televisión Cris Morena, el actor Nicolás Vázquez, los cantantes Ricardo Montaner, Tini y Pablo Lescano (Damas Gratis); y los humoristas Martín Bossi y Lizy Tagliani.